# Бемба (народ)
Бе́мба (другие названия: бавемба, приставка ба- обозначает «люди», вавемба, муемба, авемба) — крупная этническая группа, главным образом населяющая провинции Коппербелт и Луапула в северной части Замбии и провинцию Катанга в Демократической Республике Конго, отдельные группы живут в Танзании.
В современной Замбии словом «бемба» называются как люди, которые являются бемба по происхождению независимо от места их проживания, так и те, которые живут непосредственно в сельской области бемба. Кроме того, словом «бемба» обозначаются и всё бембаговорящее население Замбии.
Язык бемба, чибемба, относится к подгруппе банту бенуэ-конголезской семьи нигеро-конголезской макросемьи языков. Большинство бемба сохраняет местные традиционные верования, часть — христиане. Многие бемба являются активными политиками, они активно боролись за независимость. Ярким примером может служить Симон Капвепве. Бемба разделяются на племена: бемба, биса (ависа), лала (буканда), каонде, уши (бауши), амбо, сенга и др. Основное занятие подсечно-огневое земледелие (просо, сорго, маниок и др.). Значительная часть работает на горнопромышленных предприятиях.